# Gillan
Gillan byla anglická hardrocková skupina založená v roce 1978 zpěvákem skupiny Deep Purple Ianem Gillanem.

## Historie
V roce 1978 byl Ian Gillan nespokojený se stylem své skupiny Ian Gillan Band, který se blížil ke stylu jazz fusion, a proto skupinu rozpustil. V nově založené formaci, kterou pojmenoval Gillan, zůstal (kromě Gillana) jediný původní člen předchozí skupiny, klávesák Colin Towns. Sestavu doplnili Steve Byrd (kytara), Liam Genocky (bicí) a John McCoy (baskytara).

## Sestavy skupiny
Období 1978–1980

### Sestava I
- Ian Gillan – zpěv
- Steve Byrd – kytara
- John McCoy – baskytara
- Colin Towns – klávesy
- Liam Genocky – bicí

### Sestava II
- Ian Gillan – zpěv
- Steve Byrd – kytara
- John McCoy – baskytara
- Colin Towns – klávesy
- Pete Barnacle – bicí

### Sestava III
- Ian Gillan – zpěv
- Bernie Torme – kytara
- John McCoy – baskytara
- Colin Towns – klávesy
- Mick Underwood – bicí

Období 1981–1983

### Sestava IV
- Ian Gillan – zpěv
- Janick Gers – kytara
- John McCoy – baskytara
- Colin Towns – klávesy
- Mick Underwood – bicí

## Diskografie
- Gillan (aka The Japanese Album) (1978)
- Mr. Universe #11 (UK) (1979)
- Glory Road #3 (UK) (1980)
- Future Shock #2 (UK) (1981)
- Double Trouble #12 (UK) (1981)
- Magic #17 (UK) (1982)